# نبلاء بورك
نبلاء بورك هي شركة نشر بريطانية متخصصة في علم الأنساب تأسست عام 1826 على يد جون بيرك وأصبح الدليل النهائي لعلم الأنساب وشعارات النبالة من النبلاء والبارونيتاج والفارس ونبلاء في المملكة المتحدة، والعائلات التاريخية لأيرلندا والعائلات الملكية والمتوسطية في أوروبا وأمريكا اللاتينية، والعائلات الرئاسية والمتميزة للولايات المتحدة، والعائلات الحاكمة في إفريقيا والشرق الأوسط والعائلات البارزة الأخرى في جميع أنحاء العالم.

## تاريخ تأسيس

شعار مكتب السير برنارد بيرك

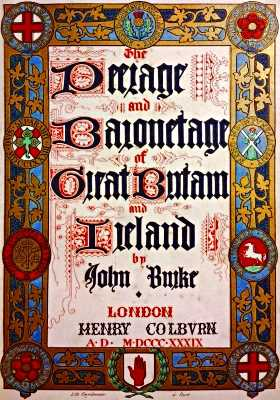
قاموس الأنساب والشعار للنبلاء والبارونيتاج للإمبراطورية البريطانية، الإصدار السادس 1839 (يُعرف ببساطة باسم نبلاء بيرك)

تأسست هيئة الدليل في عام 1826 من قبل جون بيرك (1786-1848)، وسلالة من علماء الأنساب .
كانت الهيئة بقيادة ابنه السير جون برنارد بيرك ثم أولستر ملك النبالة ثم حفيده، السير هنري فارنام بورك،ثم كان ملك غارتر الرئيسي للأسلحة (1919-1930).
بعد وفاته، انتقلت قيادة الهيئة والدليل لمجموعة متنوعة من الناس.

## وصلات داخلية
- المملكة المتحدة

## وصلات خارجية
- Burke's Peerage website
- Burke's Peerage Foundation website
- College of Arms website
- Lyon Court website
- Standing Council of the Baronetage website